# 利権
利権（りけん）は、利益と権利。政府および公共機関のしかるべき地位にある公務員（そこには政治家や特別公務員も含む）と関連する個人や団体が結託して、形式上は公的手続によって獲得する権益をさす。

## 概要
一般的には、業者側が提供する金銭、物品、接待（供応）、地位などに応じ、官僚あるいは官僚を指導する立場の政治家が、法律発案権、予算決定権、徴収監察権、管理監督・行政指導権、許認可権、発注権、警察権、検察権などの権限を給付することで成立する。
戦前の日本は、官僚制が前近代的な状態で、官職を私的権利とみなす公職私有観が横行し、各種利権をめぐる大小の汚職事件が少なくなかった。戦後も、行政権が統制力を拡大するにつれ、拡張された利権をめぐり、官僚や政治家による汚職行為が頻繁に起きた。日本ではアメリカなどと異なり政権交代が頻繁には行われてこなかったので、いわゆる族議員、すなわち特定の省庁の政策に詳しく、政策で利益を得る業界の代弁者ともなる国会議員を中核とした利権のネットワークが政治・行政の場に組み込まれてしまった。
日本では、官公庁が持っている許認可権、指導・監督権の数は約1万2000件以上に及ぶとされ、鉄道・航空・道路・港湾・ダム・河川・上下水道などのインフラ整備、あるいは金融、医療、医薬品 等々に関係して官公庁が持っている許認可権や指導・監督権などの規制の下に、新たな利権が誕生しつづけている。
利権の芽を摘むには、行政や政治の場で何が行われているかについて国民が（憲法に定められているように主権者として）関心を持つことが必要である。

## 利権の例
- スポーツ利権

プロチームのスカウトが将来有望と目した選手に“唾を付け”、関係者にチーム入りを約束させるなどによって生じる利権（契約金も参照）。また、公的な補助金・助成金や民間からの寄付金等を競技団体の役員が不正流用したり、電通にみる大会開催にともなう放映権やスポンサードで便宜を図るなどして得られる利権。国際競技団体の利権は、各国の国内法で摘発するしかない側面があるため、不正をなかなか正しにくく、たびたび国際的な問題として報じられる。
- たばこ利権

財務省とJT、族議員と葉タバコ農家、たばこ小売店、飲食店の間で発生する利権。財務省がたばこ税やJT株の配当金といった既得権益を守るため、受動喫煙防止を目的とした法案の成立を阻害している。
- 産廃利権- 産業廃棄物に関する利権[7]。
- 原発利権[8] - 原子力発電関連の利権[9][10][11][12]。
- 警察利権[13]
- パチンコ利権[14]
- 復興利権 - 災害などの復興にともなって発生する利権[15]。
- 同和利権 - 同和問題はできれば避けたいといった意識に乗じ、企業などから何らかの利権を得ようとする行為[16][17]
- 電通利権 - 電通利権が存在するという指摘もある[18][19]。

## 利権が絡んだ事件
- ロッキード事件
- ダグラス・グラマン事件
- リクルート事件
- 大蔵省接待汚職事件
- 中洲カジノバー汚職事件
- 奈良市部落解放同盟員給与不正受給事件